# Jurassic World
Jurassic World (titulada: Jurassic World: Mundo Jurásico en Hispanoamérica  y por su título original en España) es una película estadounidense de ciencia ficción y aventura estrenada en 2015. Es la cuarta entrega y un semi reboot de la franquicia de Parque Jurásico. La película fue dirigida y coescrita por Colin Trevorrow, producida por Frank Marshall y Patrick Crowley y protagonizada por Chris Pratt y Bryce Dallas Howard. Las compañías productoras fueron Amblin Entertainment, de Steven Spielberg, responsable del resto de la franquicia, y Legendary Pictures. 
Ambientada 22 años después de los acontecimientos de Parque Jurásico, Jurassic World tiene lugar en la misma isla ficticia centroamericana de isla Nublar, frente a la costa del Pacífico de Costa Rica, donde un nuevo parque temático poblado con dinosaurios clonados ha operado durante diez años. Sin embargo, el parque se sumerge en el caos cuando se escapa un dinosaurio genéticamente modificado y extremadamente peligroso conocido como la Indominus rex. 
La producción de la película permaneció diez años en un limbo de revisiones de guion. Universal Pictures quería estrenarla en el verano de 2005 y Steven Spielberg propuso la idea de que la historia recreara un parque perfectamente funcional. Los guionistas Rick Jaffa y Amanda Silver trabajaron con esta premisa, del mismo modo que el autor del libreto final, Colin Trevorrow, que fue contratado en 2013 como director y guionista definitivo. El rodaje se llevó a cabo de mayo a agosto de 2014 en localizaciones de Luisiana y Hawái. Los dinosaurios volvieron a ser recreados por Industrial Light & Magic con animación digital y con algunos animales animatrónicos elaborados por Legacy Effects, empresa formada por antiguos colaboradores del legendario y ya fallecido Stan Winston, creador de los dinosaurios de la película original.
Jurassic World se estrenó el 10 de junio de 2015 en sesenta países y en su primer fin de semana batió el registro histórico con 500 millones de USD en ganancias. Al final de su exhibición en cines, la cinta había amasado más de 1671 millones, lo que la sitúa como la octava película con mayor recaudación de la historia del cine (detrás de Avatar, Avengers: Endgame, Avatar: The Way of Water, Titanic, Star Wars: El despertar de la Fuerza, Avengers: Infinity War y Spider-Man: No Way Home). Su secuela, Jurassic World: El reino caído, se estrenó en junio de 2018.

## Argumento
Los hermanos Zach y Gray Mitchell visitan la isla Nublar, lugar del Parque Jurásico original, donde un nuevo parque temático llamado Jurassic World (Mundo Jurásico en español) ha operado durante años. El propietario del parque, Simon Masrani, ha alentado al doctor Henry Wu a crear un dinosaurio híbrido para atraer visitantes. Mientras tanto, los niños conocen a su tía, Claire Dearing, gerente de operaciones del parque. Claire asigna a su asistente Zara para ser su guía, pero los niños la evaden y exploran el parque por su cuenta.
Owen Grady, un veterano de la Marina, ha estado investigando la inteligencia de Blue, Delta, Charlie y Echo, las cuatro Velociraptores del parque. El jefe de seguridad de InGen, Vic Hoskins, cree que los raptores deben ser entrenados para uso militar a pesar de las objeciones de Owen. Masrani hace que Owen evalúe el recinto del nuevo dinosaurio híbrido del parque, el Indominus rex, antes de que su atracción sea abierta al público. Owen le advierte a Claire sobre el peligro de criar al Indominus en aislamiento, señalando su falta de socialización con otros animales. Cuando descubren que el Indominus parece haber escapado del recinto, Owen y dos compañeros ingresan al recinto a investigar como pudo salir. Sin embargo cuando Claire le pide a central saber la ubicación de la Indominus que supuestamente se había escapado, la central le informa que la misma aun sigue adentro del recinto, capaz de camuflarse y enmascarar su sensor de calor, la Indominus aparece sorpresivamente y devora a los compañeros de Owen antes de escapar del recinto al interior de la isla. Owen sugiere que la Indominus debe ser asesinada cuanto antes, pero en cambio, Masrani envía una unidad especializada equipada con armas no letales para capturarla. Después de que la mayor parte de la unidad es asesinada por la dinosaurio, Claire ordena la evacuación del sector norteño de la isla.
Mientras exploran el parque en un paseo en girósfera, Zach y Gray ingresan a un área restringida. El Indominus los encuentra y destruye su girósfera, pero los niños logran evadirlo y encuentran las ruinas del centro de visitantes original de Jurassic Park. Ellos reparan un antiguo Jeep Wrangler de 1992 y regresan al complejo del parque. Claire y Owen buscan a los niños, pero se encuentran con el Indominus y apenas escapan. Masrani y dos soldados cazan al Indominus en helicóptero, pero cuando el Indominus irrumpe en el aviario del parque para escapar de los disparos, libera una bandada de Pteranodontes y Dimorphodontes que chocan con el helicóptero, causando su caída, matando a Masrani y su tropa. Los feroces pterosaurios atacan el parque en sí; en el caos, Zara es secuestrada por los pterosaurios antes de caer en la laguna del parque y ser inadvertidamente devorada por el Mosasaurus del parque. Zach y Gray finalmente encuentran a Owen y Claire en el complejo mientras el personal armado del parque somete a los pterosaurios con tranquilizantes.
Asumiendo el mando, Hoskins ordena que los raptores sean usados para rastrear a la Indominus; Owen se ve obligado a aceptar el plan de Hoskins y libera a sus raptores. Al encontrar al Indominus, los dinosaurios comienzan a comunicarse entre ellos. Owen se da cuenta de que la Indominus tiene ADN de raptor, causando que se convierta en el nuevo alfa de la manada de raptores, quitando el mando de Owen. La Indominus escapa cuando las tropas disparan contra él, pero Blue, Delta, Charlie y Echo cazan y asesinan a la mayoría del equipo, en un momento a solas Owen se topa con la raptora Charlie quien parece responderle, pero justo en ese instante un cohete la impacta, matándola. Hoskins hace arreglos para que el doctor Henry Wu abandone la isla en helicóptero con los embriones de dinosaurio, a fin de proteger su investigación. Owen, Claire y los niños encuentran a Hoskins en el laboratorio, con más personal empacando los embriones restantes. Hoskins revela sus planes para crear otros dinosaurios híbridos como el Indominus rex para su uso como super armas, pero Delta irrumpe en el laboratorio y lo asesina.
Owen restablece su vínculo con sus raptoras antes de que el Indominus reaparezca. Blue, Delta y Echo se rebelan contra la Indominus la cual arremete violentamente contra Blue aparentemente matándola, mientras que Delta y Echo son rápidamente asesinadas. Para poder enfrentarse a la Indominus, Claire pide que abran la puerta del recinto 9 y libera al Tyrannosaurus rex del parque para que esta se enfrente a la Indominus. Ambos dinosaurios luchan, con el Indominus ganando la pelea hasta que Blue, revelando haber sobrevivido al golpe que le dio la Indominus, se une la Tyrannosaurus para vengar la muerte de sus compañeras raptoras. Acorralado, el Indominus retrocede hasta la laguna, donde el Mosasaurus salta a la superficie y lo arrastra bajo el agua, matándolo finalmente. El Tyrannosaurus se retira, seguida por Blue, quien regresa para reconocer a Owen antes de irse. Una vez más, la isla Nublar es abandonada, y los sobrevivientes son evacuados con éxito al continente. Zach y Gray se reúnen con sus padres, mientras que el Tyrannosaurus vaga libremente por la isla antes de dar un rugido final.

## Reparto
- Chris Pratt como Owen Grady, un exmilitar y cuidador de dinosaurios que tiene una «actitud de cowboy» y hace una investigación conductual con los Velociraptores.[7]».[8][9]
- Bryce Dallas Howard interpreta a Claire Dearing, jefa de operaciones y científica corporativa del parque.[7]
- Vincent D'Onofrio como Vic Hoskins, jefe de seguridad de InGen. Muere asesinado por uno de los raptores de Owen.[9][10][11]
- Ty Simpkins como Gray Mitchell, sobrino menor de Claire.[9]
- Nick Robinson como Zach Mitchell, hermano mayor de Gray y sobrino mayor de Claire.[9]
- Irrfan Khan  como Simon Masrani, dueño de Masrani Global Corporation y nuevo director del parque, muere en un choque en un helicóptero causado por los pterosaurios.[9][11][12]
- Jake Johnson interpreta a Lowery Cruthers, uno de los especialistas en tecnología del parque.[13]
- BD Wong como el Dr. Henry Wu, genetista de Jurassic Park y actualmente de Jurassic World. Trevorrow comentó que es un personaje «crucial»,[14] cuya reaparición tiene sentido en el argumento puesto que hay más de su historia por conocer y es una «conexión lógica» con la primera película.[15]
- Omar Sy interpreta a Barry, el compañero de trabajo y mejor amigo de Owen.[16] Trevorrow dijo que tanto él como Pratt tenían «varias escenas de acción juntos» y que quería «crear una relación entre ambos que podría expandirse en futuras secuelas».
- Lauren Lapkus es Vivian, una empleada de la sala de control del parque.[7]
- Brian Tee como Katashi Hamada, jefe de seguridad del equipo ACU (en inglés, Asset Containment Unit), pero fue asesinado por el Indominus rex.[17]
- Judy Greer como Karen Mitchell, madre de Gray y Zach y hermana de Claire.[7]
- Katie McGrath es Zara Young, la asistente personal de Claire. Se ve siendo agarrada por un Pteranodon y caer al estanque del Mosasaurus, donde muere devorada por el Mosasaurus junto con el Pteranodon.
- Andy Buckley como Scott Mitchell, marido de Karen y padre de Gray y Zach.[18]

El presentador de televisión Jimmy Fallon hace un cameo como él mismo. El propio director Colin Trevorrow pone la voz de Mr. ADN, personaje animado que fue interpretado por Greg Burson en la primera entrega. El director Brad Bird, realiza un cameo como la voz del Locutor de Monorriel del parque.

## Animales extintos en pantalla

### Dinosaurios

#### Terrestres
- Indominus rex: Es un dinosaurio híbrido carnívoro y la principal antagonista de la película. Este animal, a menudo abreviado «I. rex» es una hembra híbrida creada genéticamente a partir de la combinación de ADN de T. rex, Velociraptor y Carnotaurus con el de criaturas actuales como la Rana Arborícola o la Sepia; se crio junto a otro ejemplar, su hermana, pero terminó comiéndosela; al final es asesinada por la Mosasaurus en la lucha con la raptor Blue y la tiranosaurio rex.[19] Según dice la página web oficial, es capaz de alcanzar una velocidad de 50 km/h y su rugido alcanza los 140-160 dB y es sumamente inteligente, pero peligrosa ya que no solo devora, sino que también mata por deporte o placer.[19] Trevorrow comentó sobre la creación de este nuevo dinosaurio que, en el parque, «están los dinosaurios y luego este otro, uno que no es parte de ellos». Es el primer dinosaurio ficticio mostrado en la franquicia.[20][21]

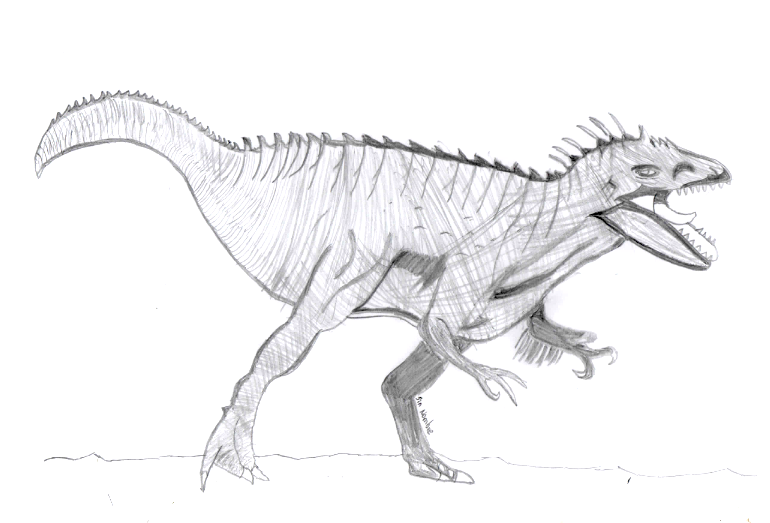
Fan art de la Indominus Rex mostrando su apariencia.

Tyrannosaurus rex: Es un dinosaurio carnívoro bípedo con un enorme cráneo equilibrado por una larga y pesada cola y con dos pequeños miembros delanteros. A pesar de su ausencia en el primer y segundo avance, el director Colin Trevorrow confirmó que sería uno de los dinosaurios protagonistas y que se trataba del mismo ejemplar que apareció en la primera entrega el cual fue nombrado como "Rexy".
- Velociraptor: Es un dinosaurio carnívoro con fuertes garras en sus dedos y pies, que puede correr a gran velocidad y realizar grandes saltos.[23] Repite en esta película el protagonismo de las tres anteriores, al ser esta especie el centro de atención de las investigaciones de Owen, que ha conseguido criar a cuatro ejemplares llamadas Blue, Delta, Charlie y Echo.[7] Su aspecto, fiel a lo mostrado a lo largo de la franquicia, difiere notablemente del científicamente aceptado en el momento del estreno de la película, pues los expertos sostienen muchos indicios de que Velociraptor estaba cubierto de plumas, hecho que es ignorado en la película y que provocó desconcierto en la comunidad paleontológica. Si en ocasiones anteriores la referencia era el "Deinonychus" en este caso se ha tomado como referencia al "Utahraptor", incrementado su tamaño respecto de las anteriores filmes. El tamaño real de un Velociraptor no excede el de un perro mediano, su complexión es muy ligera y el cráneo es alargado.[24][25]
- Apatosaurus: Es un dinosaurio herbívoro con cuello largo con una enorme cola en forma de látigo. Los visitantes del parque pueden observarlo en el recorrido de una atracción llamada Giroesfera y se ven algunas crías y 6 adultos fueron asesinados por la I. rex.[23][25]
- Gallimimus: Es un dinosaurio herbívoro con apariencia similar a las actuales avestruces. Aparecen en la atracción: El valle de los Gallimimus, y se pueden observar varias crías.[23][25]
- Stegosaurus: Es un dinosaurio herbívoro con placas romboidales que se elevan verticalmente a lo largo de su arqueado lomo y a los dos pares de púas largas que se extienden horizontalmente cerca del extremo de la cola.[23][25] Este dinosaurio se veía en la Giroesfera. También se vio en las dos películas anteriores.
- Triceratops: Es un gran dinosaurio herbívoro con tres cuernos en la cabeza. En esta película se ve en la atracción llamada Giroesfera, y aparecen varias crías, algunas cazadas por los pteranodones, pero no tuvieron suerte ya que pesaban mucho. Se vio en las tres películas anteriores, protagonizando una escena en la primera película.[23][25]
- Ankylosaurus: Es un dinosaurio herbívoro que tiene una armadura de grandes protuberancias y placas óseas, incrustadas en la piel y una cola como un garrote y solo uno fue asesinado por la I. rex delante de Zack y Gray. Se vio un ejemplar brevemente en la tercera película.[23][25]
- Pachycephalosaurus: Es un dinosaurio herbívoro con una parte posterior del cráneo extremadamente gruesa y fuerte. Solo se ve brevemente en la cámara.
- Dilophosaurus: Este dinosaurio solo aparece en holograma, distrayendo a uno de los raptores.
- Parasaurolophus: Es un dinosaurio herbívoro que tiene una cresta en la cabeza. Aparece en la giroesfera y en el zoológico de los gigantes mansos. Se vio en las tres películas anteriores.[23][25]
- Spinosaurus: Se ve su esqueleto que se ve en el centro de visitantes, posteriormente lo destruye el Tyrannosaurus rex.
- En la página web también se muestran imágenes de estos ejemplares, como Metriacanthosaurus, Microceratus, Baryonyx, Edmontosaurus y Suchomimus, aunque extrañamente no se ven en esta película, lo que decepcionó a los fanes, incluso hay algunos detalles como atracciones que solo son mostrados en la página web no en la película.[23][25]

#### Voladores
- Pteranodon: Es un reptil volador carnívoro, que apareció en las dos películas anteriores, principalmente la tercera entrega. Se ve en la escena, aterrorizando a los visitantes ya siendo liberados por la I. rex. Algunos fueron abatidos por los guardias del parque.[25]
- Dimorphodon: Es un pequeño reptil volador piscívoro, con un pico que fuerte y flexible. También se ve en la escena con los pteranodones, aterrorizando a los visitantes ya siendo liberados por la I. rex. Algunos también fueron abatidos por los guardias del parque.[25]

#### Acuáticos
- Mosasaurus: Es un reptil marino, carnívoro y piscívoro con un cuerpo amplio en forma de barril y que vivía cerca de la superficie del océano. Es el primer reptil marino mostrado en la franquicia, donde se puede ver a un ejemplar devorando un tiburón blanco para el disfrute de los visitantes. Su tamaño fue exagerado en comparación a los especímenes reales.[25]

## Producción

### Primeros años
En 2002, Spielberg y el guionista Mark Protosevich se reunieron para hacer una lluvia de ideas de la historia, desvelando posteriormente el rumbo de la secuela.

«Lo más importante que puedo decir es que comienza una nueva trilogía que irá en una dirección diferente. Una dirección que será muy emocionante y completamente distinta a todo lo que hemos visto. Comienza con la historia de la primera trilogía, pero que gira en una dirección completamente diferente.»
Steven Spielberg

En junio de 2002, Spielberg mencionó en la revista Starlog que planeaba producir la cuarta película en la franquicia de Parque Jurásico y que sería dirigida por Joe Johnston, director de Parque Jurásico III (2001). A finales de ese mismo año, el guionista William Monahan fue contratado para escribir el guion y el estreno estaba previsto era el 2005.
En julio de 2003 se concluyó el guion y se rumoreó que el argumento de la cuarta parte estaría ubicada en una nueva localización y que el protagonista volvería a ser el paleontólogo Alan Grant, protagonista de la primera y tercera parte. Sam Neill declaró que estaba dispuesto a interpretar de nuevo al personaje en el nuevo film, que preveía el inicio de su producción en 2004 y que estaría localizado entre California y Hawái.
Pero, a finales de 2004 el guionista John Sayles fue contratado para reescribir el guion y esta vez el protagonista era Nick Harris, quién al regresar a Isla Nublar encontraría el bote en el que Dennis Nedry (Wayne Knight) guardó los segmentos genéticos de dinosaurios y que perdió poco antes de morir. Por esas fechas, el paleontólogo Jack Horner -que ya participó en la franquicia- anunció que se integraría a la producción de Parque Jurásico IV como consultor técnico de las composiciones digitales. En abril de 2005, Stan Winston declaró que la película no había comenzado a producirse, debido a que Spielberg no estaba satisfecho con las revisiones al guion.

«Spielberg sintió que ninguno de los guiones conseguía un balance efectivo para llevar a cabo la adaptación. Es un difícil compromiso que tenemos que lograr: si hay demasiada ciencia implícita en la película, esta contendrá muchos diálogos y si hay demasiada aventura, resultará en una historia incomprensible para la audiencia.»
Stan Winston, creador de efectos especiales.

En febrero de 2006, el productor Frank Marshall dijo que el rodaje de la película comenzaría en 2007 y se estrenaría en 2008. A principios de 2007, Sam Neill expresó que aún no había sido contactado y Laura Dern, que interpretó a la doctora Ellie Sattler en la primera y tercera parte, en cambio ya había recibido la invitación de los productores para retomar a la paleobotánica y afirmó enTV Guide que su personaje ya ha sido confirmado para el desarrollo de la trama principal.[cita requerida] Richard Attenborough fue contactado para interpretar de nuevo a John Hammond y al compositor John Williams se le ofreció crear la banda sonora del film.
Pero, el director Joe Johnston anunció que todavía no había iniciado el rodaje y debido a la huelga de guionistas de 2007, la película pausó su producción y se retrasó la fecha de lanzamiento para 2012 o 2014.[cita requerida]

### Preproducción
Spielberg confirmó, durante la presentación de Las aventuras de Tintín en la Comic-Con de San Diego de 2011, que habría una cuarta parte de Jurassic park. Pero, no especificó si sería una precuela, una secuela o un reboot.
En junio de 2012, los guionistas Rick Jaffa y Amanda Silver -responsables de El origen del planeta de los simios-, fueron contratados para reescribir el guion definitivo. Los guionistas trabajaron en él durante cerca de un año con Spielberg.
El 21 de julio de 2012, en una entrevista Frank Marshall dijo que Jurassic Park IV «será estrenada en un lapso de dos años». También declaró que sería lanzada durante el verano puesto que sería una «película palomitera». Habló sobre los avances en CGI y que estarían presentes en la película, aunque sin perder los dinosaurios animatrónicos: «Eso es lo que va a ser bueno, la tecnología ha dado un salto y ahora realmente podemos hacer grandes cosas». Posteriormente aclaró que la trama de «dinosaurios con armas» fue solamente un rumor y no tendrá nada que ver con la película. Meses después, en enero de 2013, Universals Pictures oficializó el 13 de junio de 2014 como fecha fijada de estreno, iniciando así la producción de la película.
El 14 de marzo de 2013, se anunció que Colin Trevorrow dirigiría la película. Trevorrow y su colaborador habitual Derek Connolly trabajaron también sobre el guion de Jaffa y Silver. El paleontólogo Jack Horner trabajó como consultor en las tres películas de Jurassic Park, y regresó a colaborar en el nuevo filme de la saga. Horner reveló a USA Today que en Jurassic Park 4 se introducirá un nuevo dinosaurio. Cuando se le preguntó de qué especie se trataba, solamente dijo que «no puedo decirles qué será pero querrán dejar las luces encendidas después de que vean esta película» refiriéndose al Indominus rex.
En mayo de 2013, Universal retrasó la fecha de estreno, sin indicar el nuevo día elegido. El 14 de junio de 2013 se anunció que el estreno de Jurassic Park IV no sería hasta el 2015.[cita requerida] El 11 de septiembre de 2013 se anunció que el título de la película sería Jurassic World y que su fecha de estreno sería el 12 de junio de 2015.

Para mi, la película es sobre los personajes y cómo, especialmente los personajes de Chris Pratt y Bryce Dallas Howard, interactúan con estos animales. Sí, tenemos grandes y terribles nuevos dinosaurios, pero son el resultado de no sólo de la arrogancia desmedida del ser humano, sino también de su curiosidad y deseo de entretener.
Colin Trevorrow, sobre cuál fue su idea principal para la película. 

### Casting
Trevorrow trabajó de cerca con el productor ejecutivo Steven Spielberg para la elección del elenco. En septiembre de 2013, Bryce Dallas Howard entró en negociaciones para un papel protagonista. A mediados de octubre, Ty Simpkins fue contratado como uno de los niños protagonistas, Nick Robinson fue contratado para interpretar al hermano mayor del personaje de Simpkin, mientras que Josh Brolin estuvo en negociaciones para interpretar al personaje masculino protagonista. Bryce Dallas Howard fue contratada oficialmente a principios de noviembre. A mediados de mes, Brolin rompió negociaciones por el papel y Chris Pratt le sustituyó en las negociaciones para interpretar a un «ex-militar llamado Owen». Ron Howard escribió en la red social Twitter, en enero de 2014 que Pratt fue contratado para el papel y compartiría escenas junto a su hija Bryce Dallas Howard.
El 28 de febrero de 2014, Vincent D'Onofrio se unió al reparto como «un villano», con Irrfan Khan también contratado para un papel secundario. Omar Sy recibió un papel en la película, confirmado por el propio actor y Trevorrow en sus respectivas cuentas de Twitter.
Sam Neill comentó que no había sido contactado para repetir su papel de las anteriores películas puesto que la película sería «un reboot total». Jeff Goldblum por su parte, tampoco volvería al papel del Dr. Ian Malcolm ya que, según sus palabras «no le habían llamado» para interpretarla. En una entrevista en marzo de 2014, Trevorrow confirmó que el único actor que repetiría su rol de las películas anteriores sería B. D. Wong, que apareció en la primera película de la franquicia. A principios de mes de abril, las actrices Judy Greer, Katie McGrath y Lauren Lapkus fueron anunciadas como parte del reparto. Los actores Brian Tee y Andy Buckley fueron anunciados como parte del reparto una vez comenzado el rodaje.

### Rodaje
Colin Trevorrow comentó que se habían construido muchos decorados de forma tradicional, más que para producciones similares contemporáneas y que se usarán dinosaurios animatrónicos. Sobre ello, dijo que pretendía que la película se sintiera como «algo del mundo real, algo que se pudiese tocar, sentir y formar parte de ello». El rodaje comenzó oficialmente el 10 de abril de 2014, en el zoológico de Honolulu. El equipo de rodaje tiene previsto rodar escenas durante seis semanas en Hawái, cuatro en la isla de Oahu (incluido el Kualoa Ranch, una de las localizaciones utilizadas en Jurassic Park) y las dos restantes en Kauai. Posteriormente el equipo se transladará a Nueva Orleans, Luisiana, el 2 de junio, dónde se filmarán escenas de interiores durante seis semanas. El parque temático abandonado Six Flags Nueva Orleans y el Aeropuerto Internacional Louis Armstrong fueron dos de las localizaciones de rodaje utilizadas durante ese tiempo. Trevorrow anunció el fin del rodaje el 5 de agosto, tras casi cinco meses.

### Posproducción
En mayo de 2014, Universal anunció que el compositor Michael Giacchino escribiría y grabaría la banda sonora de la película. Giacchino destacó que su primer trabajo como compositor de bandas sonoras fue para el videojuego oficial de la segunda película de la saga, The Lost World: Jurassic Park y se declaró fan de Jurassic Park y las películas de dinosaurios. Trevorrow destacó que la banda sonora «honra el trabajo de John Williams en las anteriores entregas» a la vez que «como la propia película, crea algo nuevo y atrevido para la gente que adora los dinosaurios».

## Recepción

### Taquilla
A partir del 4 de diciembre de 2015, Jurassic World ha recaudado $652.2 millones en América del Norte y 1.016 dólares en otros territorios para un total mundial de $1.668 mil millones. A nivel mundial, es la película más taquillera en la serie de películas de Parque Jurásico (sin contar el ajuste por inflación), la película más taquillera distribuida por Universal Pictures, la segunda película más taquillera de 2015 (detrás de Star Wars: El despertar de la Fuerza), la cuarta película más taquillera de los años 2010 (detrás de Avengers: Endgame, El despertar de la Fuerza y Avengers: Infinity War), la quinta película más taquillera del siglo XXI y el tercer milenio (detrás de Endgame, Avatar, El despertar de la Fuerza y Infinity War) y la sexta película más taquillera de todos los tiempos (detrás de Endgame, Avatar, Titanic, El despertar de la Fuerza y Infinity War). Su estreno mundial de $524.400.000 es uno de los más grandes de todos los tiempos; también marcó la primera vez que una película había generado más de $500 millones en el mundo en un solo su primer fin de semana. La película también estableció el récord para el mayor apertura en todo el mundo con IMAX (rompiendo el récord de $44.100.000 de Iron Man 3) y una solo bruta día IMAX 13 millones de dólares el viernes 12 de junio de 2015. También se convirtió en la película más rápida en alcanzar $80 millones en ventas de boletos de IMAX, haciéndolo en 12 días (con $84 millones), rompiendo el récord anteriormente en manos de Avatar, que tardó 23 días para alcanzar los $80 millones.
El 22 de junio de 2015, la película alcanza el umbral de los US $1 mil millones, convirtiéndose en la 22ª película en la historia del cine en llegar a este hito y además de la más rápida, alcanzando el umbral en 13 días y rompiendo el récord de 17 días establecido por Rápidos y Furiosos 7 dos meses antes. El martes, 21 de julio que superó a Los Vengadores para convertirse en la tercera película más taquillera de todos los tiempos y la película más taquillera no dirigida por James Cameron. Se logró este hito en sólo 40 días, mientras que Los Vengadores le tomó 113 días para llegar a la totalidad de su recaudación

### Respuesta crítica
La película recibió críticas positivas por parte de la crítica y de la audiencia y los fanes. En el portal de internet Rotten Tomatoes, la película posee una aprobación de 71%, basada en 358 reseñas, con una puntuación de 6.6/10 por parte de la crítica y con un consenso que dice: «Jurassic World no puede coincidir con la original por pura inventiva e impacto, pero funciona en su propio derecho como un entretenido - y visualmente deslumbrante - thriller de palomitas», mientras que de parte de la audiencia tiene una aprobación de 78% basada en 222 558 votos y con una puntuación de 3.9/5.
La página Metacritic le ha dado a la película una puntuación de 59 sobre 100, basada en 47 reseñas, lo que indica "reseñas mixtas o promedio". Las audiencias de CinemaScore le han dado una puntuación de "A" en una escala de A+ a F, mientras que en el sitio IMDb los usuarios le han dado una puntuación de 7.0/10, sobre la base de más de 420 000 votos.
Peter Bradshaw del periódico The Guardian dio a la película cuatro estrellas de cinco y escribió, que era "terriblemente divertida y emocionante como un verano espectacular" siendo "inteligente, divertida y ridícula en la manera correcta". También Robbie Collin de The Telegraph, dio a la película cuatro estrellas, considerando a la película una digna secuela de la original de Parque Jurásico de Steven Spielberg, y la llamó "metódicamente rítmica y le disparó con un sentido de la vista asombrado que es pura Spielberg." Peter Travers de la revista de Rolling Stone dio 3 de 4 estrellas. Elogió la dirección de Trevorrow, las actuaciones de Pratt y Bryce Dallas. Todd McCarthy escritor de The Hollywood Reporter, coloca la película en segundo lugar, solo por detrás de la película original de la serie Parque Jurásico. Sintió que la película era más una PG que R (calificación por edades), elogió el CGI y la puntuación, criticó el romance de los protagonistas y escribió que la película, sin embargo, podría ser atractivo para las audiencias de todo el mundo. Los periódicos de Málaga le dan 4 estrellas de 5 calificándola como excelente.
Por el contrario, la Associated Press calificó a la película con dos estrellas de cuatro y la llamó "una sobre-saturada y fea película". Su opinión manifestó que carecía del "sentido hábil de asombro, el ingenio y el suspenso que guio el original", además de criticar a su CGI. Sin embargo, elogió la puntuación de la película y la actuación de Pratt y Dallas Howard.

## Secuela
Sobre la posibilidad de crear más secuelas, el director Colin Trevorrow dijo: "Queríamos crear algo que fuera un poco menos arbitrario y episódico, y a la vez algo que podría ser una serie que se sentiría como una historia completa". En mayo de 2015, Trevorrow confirmó que no volvería para dirigir una secuela. En junio de 2015, Pratt y Simpkins confirmaron que habían firmado un contrato para un número no especificado de secuelas.
En julio de 2015, Universal Pictures anunció que una secuela sería estrenada el 22 de junio de 2018, con Connolly y Trevorrow regresando a escribir el guion, y Pratt y Howard repitiendo sus papeles.
Finalmente, la segunda entrega de Jurassic World (que representa el capítulo central de una trilogía) se estrenó el 7 de junio de 2018 en España. La dirección corrió a cargo del director español J. A. Bayona, y recibió el título de Jurassic World: Fallen Kingdom (Jurassic World: El reino caído).